# Guillermo García-López
Guillermo García-López (ur. 4 czerwca 1983 w La Rodzie) – hiszpański tenisista, reprezentant kraju w Pucharze Davisa.

## Kariera tenisowa
Zawodowy tenisista 2 latach 2002–2021.
Wygrywał turnieje z serii ATP Challenger Tour, jak i ITF Men’s World Tennis Tour. W rozgrywkach ATP World Tour wygrał 5 turniejów w grze pojedynczej – w Kitzbühel w sezonie 2009, w Bangkoku rok później, w Casablance w sezonie 2014, jak również w Zagrzebiu i Bukareszcie w 2015 roku. Prócz tego osiągnął 4 finały.
W grze podwójnej García-López odniósł 3 zwycięstwa rangi ATP World Tour oraz 6 razy był finalistą. Wśród finałów z udziałem Hiszpana jest US Open, gdzie startował z Pablem Carreño-Bustą.
W 2013 zadebiutował w reprezentacji Hiszpanii w Pucharze Davisa w meczu 1 rundy grupy światowej przeciwko Kanadzie. Swój singlowy mecz Hiszpan przegrał z Milosem Raoniciem, a do dalszej rundy turnieju awansowali Kanadyjczycy.
Najwyżej sklasyfikowany w rankingu singlistów był na 23. miejscu (21 lutego 2011), natomiast w zestawieniu deblistów zajmował 27. pozycję (15 maja 2017).

### Finały w turniejach ATP World Tour
| Legenda                                      |
| -------------------------------------------- |
| Wielki Szlem                                 |
| Igrzyska olimpijskie                         |
| Tennis Masters Cup / ATP Finals              |
| ATP Masters Series / ATP Tour Masters 1000   |
| ATP International Series Gold / ATP Tour 500 |
| ATP International Series / ATP Tour 250      |

#### Gra pojedyncza (5–4)
| Końcowy wynik | Nr | Data                | Turniej    | Nawierzchnia  | Przeciwnik        | Wynik finału     |
| ------------- | -- | ------------------- | ---------- | ------------- | ----------------- | ---------------- |
| Zwycięzca     | 1. | 24 maja 2009        | Kitzbühel  | Ceglana       | Julien Benneteau  | 3:6, 7:6(1), 6:3 |
| Finalista     | 1. | 19 czerwca 2010     | Eastbourne | Trawiasta     | Michaël Llodra    | 5:7, 2:6         |
| Zwycięzca     | 2. | 3 października 2010 | Bangkok    | Twarda (hala) | Jarkko Nieminen   | 6:4, 3:6, 6:4    |
| Finalista     | 2. | 28 kwietnia 2013    | Bukareszt  | Ceglana       | Lukáš Rosol       | 3:6, 2:6         |
| Finalista     | 3. | 22 września 2013    | Petersburg | Twarda (hala) | Ernests Gulbis    | 6:3, 4:6, 0:6    |
| Zwycięzca     | 3. | 13 kwietnia 2014    | Casablanca | Ceglana       | Marcel Granollers | 5:7, 6:4, 6:3    |
| Zwycięzca     | 4. | 8 lutego 2015       | Zagrzeb    | Twarda (hala) | Andreas Seppi     | 7:6(4), 6:3      |
| Zwycięzca     | 5. | 26 kwietnia 2015    | Bukareszt  | Ceglana       | Jiří Veselý       | 7:6(5), 7:6(11)  |
| Finalista     | 4. | 5 października 2015 | Shenzhen   | Twarda        | Tomáš Berdych     | 3:6, 6:7(7)      |

#### Gra podwójna (3–6)
| Końcowy wynik | Nr | Data                | Turniej       | Nawierzchnia   | Partner             | Przeciwnicy                       | Wynik finału      |
| ------------- | -- | ------------------- | ------------- | -------------- | ------------------- | --------------------------------- | ----------------- |
| Finalista     | 1. | 30 lipca 2006       | Umag          | Ceglana        | Albert Portas       | Jaroslav Levinský David Škoch     | 4:6, 4:6          |
| Finalista     | 2. | 22 lipca 2007       | Stuttgart     | Ceglana        | Fernando Verdasco   | František Čermák Leoš Friedl      | 4:6, 4:6          |
| Finalista     | 3. | 4 października 2009 | Bangkok       | Twarda (hala)  | Mischa Zverev       | Eric Butorac Rajeev Ram           | 6:7(4), 3:6       |
| Zwycięzca     | 1. | 9 stycznia 2010     | Ad-Dauha      | Twarda         | Albert Montañés     | František Čermák Michal Mertiňák  | 6:4, 7:5          |
| Finalista     | 4. | 28 lipca 2013       | Gstaad        | Ceglana        | Pablo Andújar       | Jamie Murray John Peers           | 3:6, 4:6          |
| Zwycięzca     | 2. | 2 marca 2014        | São Paulo     | Ceglana (hala) | Philipp Oswald      | Juan Sebastián Cabal Robert Farah | 5:7, 6:4, 15–13   |
| Finalista     | 5. | 13 lipca 2014       | Stuttgart     | Ceglana        | Philipp Oswald      | Mateusz Kowalczyk Artem Sitak     | 6:2, 1:6, 7–10    |
| Zwycięzca     | 3. | 27 sierpnia 2016    | Winston-Salem | Twarda         | Henri Kontinen      | Andre Begemann Leander Paes       | 4:6, 7:6(6), 10–8 |
| Finalista     | 6. | 10 września 2016    | US Open       | Twarda         | Pablo Carreño-Busta | Jamie Murray Bruno Soares         | 2:6, 3:6          |